# Lisa Barbelin
Lisa Régine Christiane Barbelin (* 10. April 2000 in Nancy) ist eine französische Bogenschützin.

## Karriere
Lisa Barbelin begann im Alter von neun Jahren mit dem Bogenschießen und gab 2019 in Medellín beim Weltcup ihr internationales Debüt. Sie wurde 2021 in Antalya in der Einzelkonkurrenz Europameisterin und sicherte sich in Yankton mit der Mannschaft Bronze bei den Weltmeisterschaften. Bei den 2021 ausgetragenen Olympischen Spielen 2020 in Tokio ging sie in zwei Disziplinen an den Start. Im Mixed belegte sie mit Pierre Plihon in der Platzierungsrunde Rang 14, was zum Einzug in die K.-o.-Runde ausreichte. In der ersten Runde bezwangen Barbelin und Plihon ihre Gegner aus Japan mit 5:3, schieden im Viertelfinale dann aber mit 4:6 gegen die Niederlande aus. Im Einzel beendete Barbelin die Platzierungsrunde mit 654 Punkten auf dem 13. Platz. Nach zwei Siegen erreichte sie das Achtelfinale, in dem sie Alejandra Valencia mit 0:6 unterlag. Mit der Mannschaft gewann Barbelin bei den Europaspielen 2023 in Krakau ebenso die Silbermedaille wie kurz darauf auch bei den Weltmeisterschaften in Berlin. Ein Jahr darauf wurde sie mit der Mannschaft in Essen erstmals auch in dieser Disziplin Europameisterin, während sie im Einzel die Bronzemedaille gewann.
Bei den Olympischen Spielen 2024 in Paris nahm Barbelin an zwei Disziplinen teil. Zunächst startete sie im Mannschaftswettbewerb an der Seite von Amélie Cordeau und Caroline Lopez. Nach Rang fünf in der Platzierungsrunde schieden die Französinnen in der ersten K.-o.-Runde mit 0:6 gegen die Niederlande aus. Im abschließenden Einzel schloss Barbelin die Platzierungsrunde mit 652 Punkten auf dem 30. Rang ab und traf nach drei Auftakterfolgen im Viertelfinale auf die Indonesierin Diananda Choirunisa, die sie letztlich im Shoot-off besiegte. Im anschließenden Halbfinale unterlag sie Nam Su-hyeon aus Südkorea klar mit 0:6. Das abschließende Duell um den dritten Platz gewann Barbelin gegen Nams Landsfrau Jeon Hun-young mit 6:4, dabei setzte sie sich im entscheidenden Satz knapp mit 28:27 durch. Barbelin gewann dadurch die Bronzemedaille.
Für ihren Olympiaerfolg 2024 erhielt sie das Ritterkreuz des Ordre national du Mérite. Sie absolviert ein Chemiestudium an der Sorbonne Université.